# Cendejas de Enmedio
Cendejas de Enmedio är en kommun i Spanien.   Den ligger i provinsen Provincia de Guadalajara och regionen Kastilien-La Mancha, i den centrala delen av landet, 90 km nordost om huvudstaden Madrid. Antalet invånare är 125. Arean är 18,0 kvadratkilometer.
Terrängen i Cendejas de Enmedio är huvudsakligen platt, men österut är den kuperad.